# Tommy Oar
Tommy Oar (Queensland, 10 de dezembro de 1991), é um futebolista australiano que atua como atacante. Atualmente, joga pelo APOEL.

## Carreira
Oar integrou o elenco da Seleção Australiana de Futebol, campeão da Copa da Ásia de 2015, e de 2011, e da Copa do Mundo de 2014.

## Títulos

### Austrália
- AFF U-19 Youth Championship: 2008
- Copa da Ásia: 2015